# AT Rodenkirchen
Der Allgemeine Turnverein Rodenkirchen von 1908 e.V. ist der größte Sportverein in der Gemeinde Stadland im Landkreis Wesermarsch (Niedersachsen). Der ATR (Kurzform) wurde am 10. März 1908 von 22 Männern in Wenkes Gaststätte (heute Hotel Albrechts) gegründet. Mit 1.473 Mitgliedern ist er der drittgrößte Verein in der Wesermarsch. Der Verein bietet Abteilungen für Badminton, Fitness und Gesundheit, Fußball, Handball, Leichtathletik, Schleuderballspiel, Tischtennis, Turnen und Volleyball an.

## Vorsitzende
| Zeitraum      | Vorsitzender                                  |
| ------------- | --------------------------------------------- |
| 1908          | Hermann Decker                                |
| 1908 bis 1910 | Carl Ulrich                                   |
| 1911 bis 1916 | Heinrich Koopmann                             |
| 1917 bis 1918 | Lehrer Lauw (kommissarisch)                   |
| 1919          | Heinrich Koopmann                             |
| 1920 bis 1921 | Lehrer Lauw                                   |
| 1922 bis 1926 | Willi Kuck                                    |
| 1927 bis 1934 | Rudolf Bolte                                  |
| 1935 bis 1936 | Georg Boog                                    |
| 1936 bis 1937 | Heinrich Bischoff                             |
| 1938 bis 1945 | während des Krieges ruhend, Georg von Seggern |
| 1946 bis 1949 | Heinrich Warns                                |
| 1949 bis 1951 | Gerhard Hoppe                                 |
| 1951 bis 1975 | Udo Zempel                                    |
| 1975 bis 1979 | Gerd Brörken                                  |
| 1980 bis 1987 | Heinrich Ficke                                |
| 1987 bis 1995 | Heino Warns                                   |
| 1995 bis 2003 | Hans-Hermann Blohm                            |
| 2003 bis 2011 | Ingo Lieken                                   |
| 2011 bis 2013 | Stefan Hauk                                   |
| seit 2013     | Alexander Knupp                               |

## Sportliche Erfolge
Vor allem im Völkerballspiel, Schleuderballspiel und in der Leichtathletik konnte der ATR in der Vergangenheit und auch in der Gegenwart große sportliche Erfolge verbuchen. Beim mittlerweile im Verein wieder aufstrebenden Schleuderballspiel und in der leichtathletischen Einzeldisziplin Schleuderballweitwurf waren Athleten erfolgreich.
Den ersten Deutschen Meistertitel holten 1923 die Schleuderballspieler im Finale gegen den Oldenburger TB mit 7:6 auf dem Deutschen Turnfest in München. Eine wichtige Stütze der Mannschaft war Heinz Meister, der 1930 im Schleuderballweitwurf mit 70,30 Meter den zweiten Deutschen Meistertitel für den AT Rodenkirchen errang. 1956 konnte eine Jugendmannschaft die niedersächsische Vize-Landesmeisterschaft erringen.
Weitere Deutsche Meistertitel holten in den Jahren 2003, 2004, 2006, 2007, 2008 und 2010 die Völkerball-Damenmannschaft unter der Leitung von Julia Müller (geb.Ahlhorn). Im Jahr 2008 konnte auch zusätzlich die Jugendmannschaft des ATR einen nationalen Titel gewinnen. Die Mannschaften gewannen neben den nationalen Titeln zahlreiche Landes- und Bezirksmeisterschaften. Für diese Erfolge wurden die Mannschaften mehrfach bei der vom Kreissportbund Wesermarsch und der Nordwestzeitung ausgerichteten Wahl zur Mannschaft des Jahres auf den ersten Platz gewählt.
Mehrere Athletiker des ATR sind in der Ehrentafel unter Kreisrekorde eingetragen, da diese Rekorde aus den 80er und 90er Jahren noch heute Bestand haben. Die Erfolgsgeschichte begann im Jahr 1992, als Andre Baars bei den Landesmeisterschaften den 4. Platz ergatterte. Erst im neuen Jahrtausend konnten ATR-Athleten, vor allem in den Wurfdisziplinen, wieder auf überregionaler Ebene Titel gewinnen. Kurt Brüggemann stand mehrfach bei den Landesmeisterschaften im Fünfkampf auf dem Treppchen. Im Jahr 2008 konnte er an der Deutschen Meisterschaft im Werfer-5-Kampf der Senioren teilnehmen und belegte dort einen guten 8. Platz. Für weitere Erfolge sorgt seit dem Gewinn der Landesmeisterschaft im Fünfkampf im Jahr 2006 René Schäfer. Im Jahr 2007 und 2008 wurde er Landesmeister im Steinstoßen und nahm an den nationalen Titelkämpfen 2007, 2008 und 2009 teil. Er gewann auch zahlreiche Bezirks- und Kreismeisterschaften und wurde für die sportlichen Erfolge, wie die Völkerballerinnen, im Jahr 2006 zum Sportler des Jahres der Wesermarsch gewählt und belegte im Jahr 2008 Platz 2 bei der Wahl.

## Titel (Auswahl)
- 1923: Deutscher Meister im Schleuderballspiel
- 1924: Vizemeister im Schleuderballspiel
- 1930: Deutscher Meister im Schleuderballweitwurf durch Heinz Meister